# Endenicher Bach
Der Endenicher Bach, im Oberlauf auch Katzenlochbach und später Lengsdorfer Bach genannt, ist ein etwa elf Kilometer langer, rechter Zufluss des Dransdorfer Bachs und der längste Bach in Bonn.

## Geographie

### Verlauf
Von der Quelle bis zum Abschnitt „Im Mühlental“ zeigt der Bach sich als ein naturnahes/natürliches Gewässer mit großer botanischer und zoologischer Bedeutung.
Vor allem in seinem Verlauf durch das Katzenlochbachtal, das ab 2000 Naturschutzgebiet war und seit 2004 Teil des größeren Naturschutzgebiets Kottenforst ist, ist der Bach noch sehr natürlich. Er wird nicht von Abwässern beeinflusst und ist – bis auf die Straßenbrücke zwischen Röttgen und Ippendorf und ein Wasserbauwerk vor Lengsdorf – in seinem Lauf vollkommen unverändert. Der Bach verändert dort bei Hochwasser immer wieder seinen Verlauf. Die Umgebung des Baches wird in seinem Verlauf durch das Tal von einem natürlichen Erlen-Eschenwald und Weichholzwäldern aus verschiedenen Weidenarten geprägt. Charakteristisch sind ferner zahlreiche Gleithänge und Prallhänge, die eine natürliche Dynamik des Baches ermöglichen und wertvolle Lebensräume und ökologische Nischen bilden. Im Umfeld des Baches findet sich dort ein vielfältiges Mosaik aus Hochstaudenfluren, Grünland, Wiesen, Gehölzen, Hecken und kleinen Wäldern. Diese Flächen sind im Katzenlochbachtal Pufferzonen zwischen Bachlauf und den umliegenden Ortschaften und haben dort ein jahrhundertealtes Landschaftsbild erhalten. Es gibt in diesem Streckenabschnitt keinen Wanderweg entlang des Baches, so dass der Mensch die Natur nicht beeinträchtigen kann. Auch Forst- und Landwirtschaft haben die nähere Umgebung des Baches im Verlauf durch das Katzenlochbachtal in den vergangenen Jahrhunderten kaum verändert.
In dem danach durchflossenen Siedlungsbereich (Im Mühlental bis zur Mündung) unterliegt der Endenicher Bach einem erhöhten Nutzungsdruck und weist nur wenig Naturnähe auf bzw. ist verrohrt.
Der Endenicher Bach ist ab Endenich verrohrt und mündet in Dransdorf in den Dransdorfer Bach (unterhalb Brücke Siemensstraße).

### Einzugsgebiet und Zuflüsse
Das 38,7 km² große Einzugsgebiet wird über Dransdorfer Bach und Rhein zur Nordsee entwässert.
| Name            | GKZ      | Lage   | Länge in km | EZG in km² | Bemerkungen                           |
| --------------- | -------- | ------ | ----------- | ---------- | ------------------------------------- |
| Villiper Bach   | 271982   | rechts | 003,530     | 0010,7000  | auch als Oberlauf des Endenicher Bach |
| Göttchesbach    | 271982-2 | links0 | 000,4930    | 0006,0000  |                                       |
| Hubertusbach    |          | links0 | 000,460     | 0000,1000  |                                       |
| Mahlbergbach    |          | links0 | 000,380     | 0000,1000  |                                       |
| Hohnderfeldbach |          | links0 | 001,220     | 0000,1000  | 710 m verrohrt                        |

Anmerkungen zur Tabelle
1. ↑  Gewässerkennzahl, in Deutschland die amtliche Fließgewässerkennziffer mit zur besseren Lesbarkeit eingefügtem Trenner hinter dem Präfix, das einheitlich für den allen gemeinsamen Vorfluter Endenicher Bach steht.